# Adrian Dantley
Adrian Dantley (né le 28 février 1955 à Washington DC) est un joueur de basket-ball américain évoluant en NBA au poste d’ailier entre la fin des années 1970 et le début des années 1990. Il est choisi par les Buffalo Braves en sixième position de la Draft 1976 de la NBA.
Dantley a marqué 23 177 points en 15 saisons soit le 9e plus grand total de la ligue au moment de sa retraite, 54 % de réussite au tir (un chiffre rarement atteint par un joueur extérieur) et une moyenne de 30 points ou plus durant quatre saisons consécutives. Il était notamment reconnu pour son intelligence sur le parquet et son jeu fait à la fois de beaucoup de puissance et de  finesse. 
Dantley a obtenu une médaille d’or olympique obtenue en 1976, un trophée de meilleur débutant de la ligue et deux titres de meilleur marqueur en NBA. Il a joué pour 7 franchises différentes en NBA sans jamais remporter le titre et a aussi joué dans le championnat italien.

## Jeunesse et carrière universitaire
Alors qu’il a à peine 3 ans, ses parents divorcent et le petit garçon est confié à sa mère. 
Alors au lycée DeMatha de Hyatsville dans le Maryland, son physique enrobé lui vaut de nombreuses moqueries et beaucoup doutent de sa capacité à jouer au plus haut niveau. Il emmène néanmoins son lycée vers la meilleure saison de son histoire avec 57 victoires pour seulement 2 défaites et est élu dans la meilleure équipe de lycéens du pays. 
Dantley entame ses études universitaires à Notre Dame en 1973. Il marque 25,8 points de moyenne sur ses 3 années universitaires et en obtenant 2 distinctions nationales. Fort de cet excellent bilan, il décide de se présenter à la Draft 1976 de la NBA avant même la fin de son cursus.

## Carrière en NBA
Durant son passage à Notre Dame, il a fait assez de musculation pour ressembler à un véritable athlète. Il en a également profité pour travailler son dribble de la main gauche, devenant presque parfaitement ambidextre. Il est sélectionné en 6e position par les Buffalo Braves avant de disputer les Jeux olympiques où il mène l'équipe des États-Unis au titre suprême en marquant 19,3 points de moyenne sur le tournoi.  Sa première saison en NBA est un véritable succès le propulsant d’emblée au rang de star. Il marque 20,3 points, prend 7,6 rebonds et tire avec une réussite de 52 % qui font de lui le meilleur débutant de la saison 1976-1977. Pas suffisant néanmoins pour que les Braves décident de construire une équipe autour de lui.
Durant l’été 1977, Dantley est envoyé aux Pacers de l'Indiana en compagnie de Mike Bantom en échange de Billy Knight qui termine une saison à 26,6 points et 7,5 rebonds de moyenne. Dantley ne reste à Indiana que le temps de disputer 23 matches avant d’être proposé aux Lakers de Los Angeles avec qui il termine la saison aux côtés de Kareem Abdul-Jabbar. En 1978-1979, il dispute 60 matches pour la franchise californienne marquant en moyenne 17,3 points par match. Il mène la ligue à la réussite au tir comme il le fera quatre autres fois dans sa carrière. En concurrence directe avec un autre ailier présentant les mêmes caractéristiques, Dantley fait l’objet d’un échange. À l’orée de la saison 1979-1980, il débarque au Jazz qui vient de déménager de La Nouvelle-Orléans vers Salt Lake City. Il y restera sept ans au cours desquels il va atteindre des sommets en termes de moyenne de points marqués.
Pour sa première saison dans l’Utah, Dantley marque 28 points à 57,6 % de réussite, un pourcentage phénoménal pour un joueur évoluant loin du cercle. Il est convié au premier des six NBA All-Star Game qu’il dispute durant sa carrière. Malheureusement pour lui, il voit son ancienne équipe des Lakers, menée par le débutant Magic Johnson, décrocher le titre NBA. Au cours de ses six autres saisons sous le maillot du Jazz, Dantley se montre aussi constant que prolifique. De 1980 à 1986, il marque entre 26,6 et 30,7 points de moyenne, cela incluant quatre années consécutives à plus de 30 points. Il obtient deux titres de meilleur marqueur de la ligue en 1980-1981 et 1983-1984, saison au cours de laquelle il devient le joueur nécessitant en moyenne le moins de tentatives de tir pour marquer 30 points (18,2 tirs pour 32,4 points par match). Sa capacité à provoquer des fautes adverses lui permet de tirer plus de 10 lancers francs par match et d’égaler le record de fautes provoquées en une rencontre détenu par Wilt Chamberlain avec 28. Malgré ses statistiques fabuleuses, Dantley ne parvient pas à qualifier le Jazz pour le play-offs lors de ses quatre premières saisons en Utah. De nouvelles critiques s‘abattent alors sur lui. On le trouve égoïste, piètre défenseur et les observateurs n’accordent que peu de crédit à ses performances puisqu’il évolue dans l’une des équipes les plus faibles de la ligue.
Le destin de la franchise change au cours de la deuxième saison de Frank Layden à l'entraînement. En 1983-1984, le Jazz remporte en effet son premier titre de champion de la division midwest. Dantley, qui avait manqué 60 matches la saison précédente pour une blessure au poignet, est élu « Comeback Player of the Year » (joueur ayant effectué le retour le plus spectaculaire). Soudainement la franchise se découvre une équipe performante. Pendant que Dantley mène la ligue aux points, Rickey Green fait de même aux passes décisives, Mark Eaton aux contres et Darrell Griffith au tir à 3 points. Au premier tour des play-offs, Utah élimine les Nuggets de Denver avant de tomber face aux Suns de Phoenix. L’équipe participe aux play-offs les deux saisons suivantes mais les relations entre Dantley et Layden se tendent.
Durant l’été 1986, Dantley est échangé contre Kelly Tripucka et prend la direction de Détroit. Pour la première fois de sa carrière, il évolue dans une équipe de haut standing. En deux saisons il tourne à plus de 20 points de moyenne et aide les Pistons à atteindre les NBA Finals en 1988 face aux Lakers. Durant le match 1, il marque 34 points en rentrant 14 de ses 16 tentatives mais ne peut empêcher les californiens de l’emporter en sept manches. Dantley ne sera plus jamais en mesure de glaner le titre suprême en NBA. L’année suivante il est échangé contre Mark Aguirre de Dallas et c’est depuis le Texas qu’il voit les Pistons devenir champions quelques mois plus tard. Âgé de 33 ans, il termine la saison pour les Mavericks en marquant 20,3 points de moyenne. En février 1990, Dantley connaît la seconde blessure importante de sa carrière et manque la fin de la saison. À l’été 1990 il devient agent libre mais ne signe un nouveau contrat qu’en avril 1991 avec les Bucks de Milwaukee.
À 35 ans, il décide de quitter la NBA en laissant derrière lui une trace dans l’histoire de la ligue. En 2011, il est toujours classé 20e sur la liste des plus gros marqueurs avec 23 177 points, 11e au nombre de lancers francs tentés avec 6 832 et sa moyenne de 24,3 points en carrière est l’une des plus fortes jamais enregistrée. L’été suivant, Dantley se rend en Italie pour jouer dans les rangs du Breeze Milan où il tourne à 26,7 points et 59,3 % de réussite avant de devenir entraîneur assistant à l’université de Towson State dans le Maryland. Il exerce actuellement cette fonction dans le staff des Nuggets de Denver  auprès de George Karl.
Adrian Dantley est devenu membre du Basket-ball Hall of Fame en avril 2008.

## Clubs successifs
- 1976-1977 : Buffalo Braves
- Septembre 1977-Décembre 1977 : Pacers de l'Indiana
- Décembre 1977-1979 : Lakers de Los Angeles
- 1979-1986 : Jazz de l'Utah
- 1986-Février 1989 : Pistons de Détroit
- Février 1989-1990 : Mavericks de Dallas
- Avril 1991-Mai 1991 : Bucks de Milwaukee
- 1991-1992 : Breeze Milan (LegA, Italie)

## Palmarès
- Élu NBA Rookie of the Year (meilleur joueur débutant) en 1977
- 2 sélections dans le All-NBA Second Team (1981 et 1984)
- 6 sélections pour le NBA All-Star Game (1980, 1981, 1982, 1984, 1985 et 1986)
- Meilleur marqueur de la NBA au total et en moyenne en 1981 (2 452 points pour 30,7 de moyenne) et 1984 (2 418 pour 30,6 points)
- Élu Come Back Player of the Year en 1984
- Médaillé d’or aux Jeux olympiques d'été de 1976
- Élu au Hall of Fame en 2008

Statistiques en carrière : 24,3 points à 54 % de réussite / 5,7 rebonds / 3,0 passes en 955 matches de saison régulière (+ 73 en playoffs)

## Statistiques
gras = ses meilleures performances

### Universitaires
Statistiques en université d'Adrian Dantley
| Saison    | Équipe     | Matchs | Titul. | Min./m | % Tir | % 3pts | % LF | Rbds/m. | Pass/m. | Int/m. | Ctr/m. | Pts/m. |
| --------- | ---------- | ------ | ------ | ------ | ----- | ------ | ---- | ------- | ------- | ------ | ------ | ------ |
| 1973-1974 | Notre Dame | 28     | —      | 28,4   | 55,8  | —      | 82,6 | 9,1     | 1,4     | —      | —      | 18,3   |
| 1974-1975 | Notre Dame | 29     | —      | 37,6   | 54,2  | —      | 80,6 | 10,2    | 1,6     | —      | —      | 30,4   |
| 1975-1976 | Notre Dame | 29     | —      | 36,4   | 58,8  | —      | 77,9 | 10,1    | 1,7     | —      | —      | 28,6   |
| Carrière  | Carrière   | 86     | —      | 34,2   | 56,2  | —      | 80,0 | 9,8     | 1,6     | —      | —      | 25,8   |

### Professionnelles

#### Saison régulière
Légende :
| Recrue/rookie de la saison | Meilleur joueur de cette catégorie statistique de la saison |

Statistiques en saison régulière d'Adrian Dantley
| Saison        | Équipe        | Matchs | Titul. | Min./m | % Tir | % 3pts | % LF | Rbds/m. | Pass/m. | Int/m. | Ctr/m. | Pts/m. |
| ------------- | ------------- | ------ | ------ | ------ | ----- | ------ | ---- | ------- | ------- | ------ | ------ | ------ |
| 1976-1977     | Buffalo       | 77     | 76     | 36,6   | 52,0  | —      | 81,8 | 7,6     | 1,9     | 1,2    | 0,2    | 20,3   |
| 1977-1978     | Indiana       | 23     | 23     | 41,2   | 49,9  | —      | 78,7 | 9,4     | 2,8     | 2,1    | 0,7    | 26,5   |
| 1977-1978     | L.A. Lakers   | 56     | 56     | 35,4   | 52,0  | —      | 80,1 | 7,2     | 3,4     | 1,3    | 0,1    | 19,4   |
| 1978-1979     | L.A. Lakers   | 60     | 51     | 29,6   | 51,0  | —      | 85,4 | 5,7     | 2,3     | 1,1    | 0,2    | 17,3   |
| 1979-1980     | Utah          | 68     | 68     | 39,3   | 57,6  | 0,0    | 84,2 | 7,6     | 2,8     | 1,4    | 0,2    | 28,0   |
| 1980-1981     | Utah          | 80     | 80     | 42,7   | 55,9  | 28,6   | 80,6 | 6,4     | 4,0     | 1,4    | 0,2    | 30,7   |
| 1981-1982     | Utah          | 81     | 81     | 39,8   | 57,0  | 33,3   | 79,2 | 6,3     | 4,0     | 1,2    | 0,2    | 30,3   |
| 1982-1983     | Utah          | 22     | 22     | 40,3   | 58,0  | —      | 84,7 | 6,4     | 4,8     | 0,9    | 0,0    | 30,7   |
| 1983-1984     | Utah          | 79     | 79     | 37,8   | 55,8  | 25,0   | 85,9 | 5,7     | 3,9     | 0,8    | 0,1    | 30,6   |
| 1984-1985     | Utah          | 55     | 46     | 35,8   | 53,1  | —      | 80,4 | 5,9     | 3,4     | 1,0    | 0,1    | 26,6   |
| 1985-1986     | Utah          | 76     | 75     | 36,1   | 56,3  | 0,9    | 79,1 | 5,2     | 3,5     | 0,8    | 0,1    | 29,8   |
| 1986-1987     | Détroit       | 81     | 81     | 33,8   | 53,4  | 16,7   | 81,2 | 4,1     | 2,0     | 0,8    | 0,1    | 21,5   |
| 1987-1988     | Détroit       | 69     | 50     | 31,1   | 51,4  | 0,0    | 86,0 | 3,3     | 2,5     | 0,6    | 0,1    | 20,0   |
| 1988-1989     | Détroit       | 42     | 42     | 31,9   | 52,1  | —      | 83,9 | 3,9     | 2,2     | 0,5    | 0,1    | 18,4   |
| 1988-1989     | Dallas        | 31     | 25     | 34,9   | 46,2  | 0,0    | 77,6 | 4,9     | 2,5     | 0,6    | 0,2    | 20,3   |
| 1989-1990     | Dallas        | 45     | 45     | 28,9   | 47,7  | 0,0    | 78,7 | 3,8     | 1,8     | 0,4    | 0,2    | 14,7   |
| 1990-1991     | Milwaukee     | 10     | 0      | 12,6   | 38,0  | 33,3   | 69,2 | 1,3     | 0,9     | 0,5    | 0,0    | 5,7    |
| Carrière      | Carrière      | 955    | 900    | 35,8   | 54,0  | 17,1   | 81,8 | 5,7     | 3,0     | 1,0    | 0,2    | 24,3   |
| All-Star Game | All-Star Game | 6      | 5      | 21,7   | 42,6  | —      | 89,5 | 3,8     | 1,2     | 1,0    | 0,0    | 10,5   |

#### Playoffs
Statistiques en playoffs d'Adrian Dantley
| Saison   | Équipe      | Matchs | Titul. | Min./m | % Tir | % 3pts | % LF | Rbds/m. | Pass/m. | Int/m. | Ctr/m. | Pts/m. |
| -------- | ----------- | ------ | ------ | ------ | ----- | ------ | ---- | ------- | ------- | ------ | ------ | ------ |
| 1978     | L.A. Lakers | 3      | 3      | 34,7   | 57,1  | —      | 64,7 | 8,3     | 3,7     | 1,7    | 1,0    | 17,0   |
| 1979     | L.A. Lakers | 8      | 0      | 29,5   | 56,2  | —      | 78,8 | 4,1     | 1,4     | 0,8    | 0,1    | 17,6   |
| 1984     | Utah        | 11     | 11     | 41,3   | 50,4  | —      | 86,3 | 7,5     | 4,2     | 0,9    | 0,1    | 32,2   |
| 1985     | Utah        | 10     | 10     | 39,8   | 52,3  | 0,0    | 77,9 | 7,5     | 2,0     | 1,6    | 0,0    | 25,3   |
| 1987     | Détroit     | 15     | 15     | 33,3   | 53,9  | —      | 77,5 | 4,5     | 2,3     | 0,9    | 0,0    | 20,5   |
| 1988     | Détroit     | 23     | 23     | 35,0   | 52,4  | 0,0    | 78,7 | 4,7     | 2,0     | 0,8    | 0,0    | 19,4   |
| 1991     | Milwaukee   | 3      | 0      | 6,3    | 14,3  | —      | 75,0 | 1,3     | 0,0     | 0,0    | 0,0    | 1,7    |
| Carrière | Carrière    | 73     | 62     | 34,5   | 52,5  | 0,0    | 79,6 | 5,4     | 2,3     | 0,9    | 0,1    | 21,3   |

## Records
- Co-Recordman avec Wilt Chamberlain du nombre de lancers francs inscrits en un match avec 28 le 4 janvier 1984 contre les Rockets de Houston[7].

## Pour approfondir